# Llavanes
Llavanes es una entidad de población española del municipio de Soriguera, perteneciente a la provincia de Lérida, en la comunidad autónoma de Cataluña. En 2022, la entidad singular de población no tenía empadronado ningún habitante.